# 디 인터네이셔널

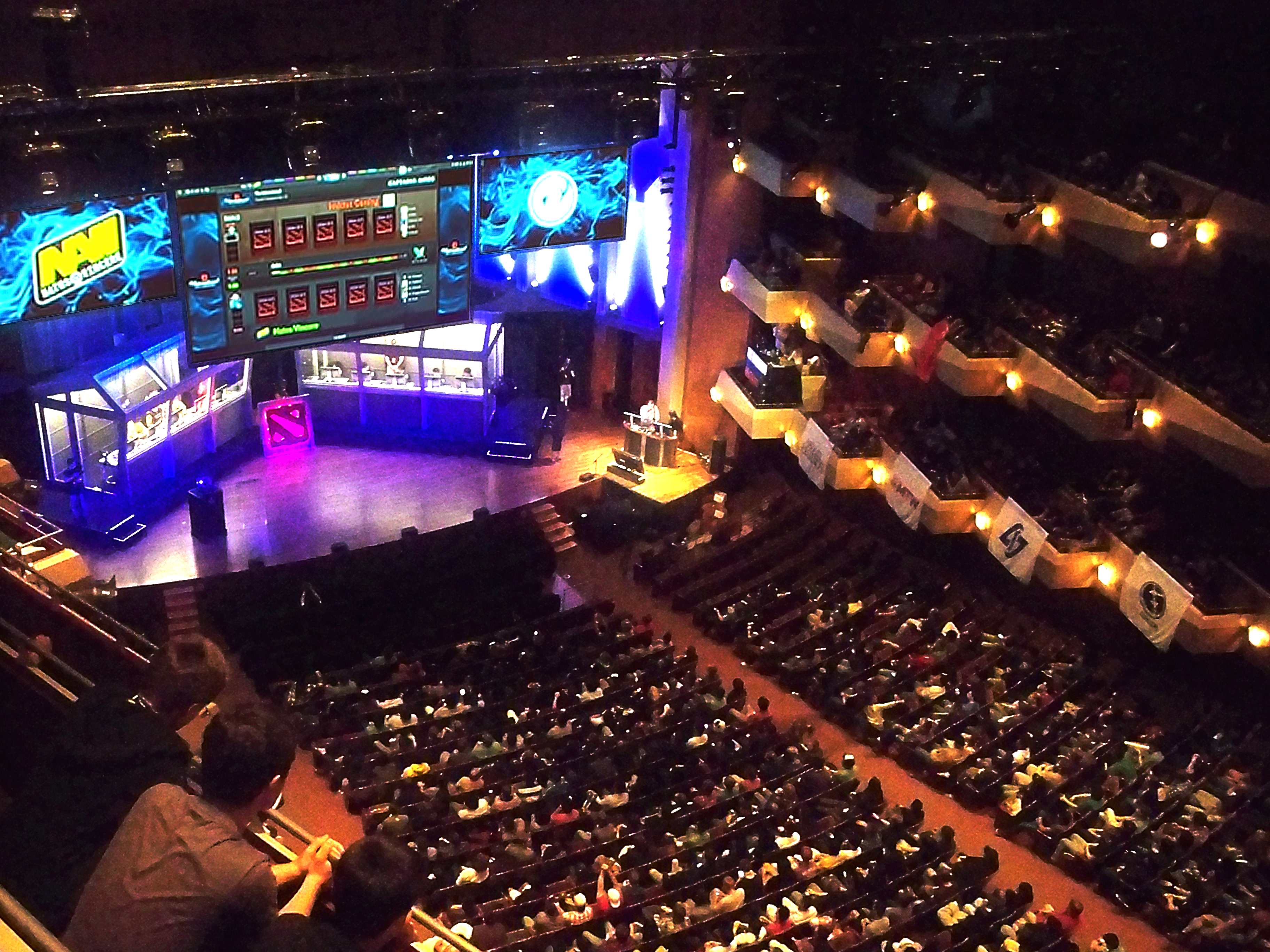
워싱턴주 시애틀 베나로야 홀에서 치러진 2012 디 인터네이셔널 최종 결승전 현장

디 인터네셔널 (The International) 은 미국의 비디오 게임 개발사 밸브 코퍼레이션이 매년 개최하는 도타 2 챔피언쉽 e스포츠 대회로 총 16개 팀이 토너먼트 방식으로 경쟁을 치른다. 2011년 8월, 게임스컴에서 총 상금 규모 160만 달러로 첫 개최되었으며 우승을 차지한 팀은 100만 달러의 상금을 수여받게 된다. 이 상금 규모는 현재 열리고 있는 e스포츠 대회 중 가장 큰 규모의 상금이다.